# Uromys vika
Uromys vika är en gnagare i släktet nakensvansade råttor som förekommer på en av Salomonöarna. Artepitet vika i det vetenskapliga namnet är djurets namn hos öns befolkning.
Arten skiljer sig från andra släktmedlemmar i avvikande detaljer av kraniets och tändernas konstruktion. Dessutom har den mindre ullig och mindre gråaktig päls. Pälsen är mer brunaktig.
Djuret var 2017 bara känd från ön Vangunu. Det kan finnas exemplar på andra öar i närheten. Arten förekommer i regnskogar i låglandet och den klättrar främst i träd. Den vilar i trädens håligheter eller i självbyggda bon av ormbunkar som växer på träden. Enligt en samling av lokala berättelser från 1995 besöker Uromys vika odlingsmark för att äta kokosnötter. Avföring som med stor sannolikhet kommer från arten innehöll rester av nötter från växtsläktet Canarium.
På ön pågår intensiva skogsavverkningar vad som hotar artens bestånd. Zoologerna som beskrev arten föreslog att den ska listas som akut hotad (CR) men i IUCN:s rödlista finns den inte än.